# Louis-Auguste Le Clerc
Louis-Auguste Le Clerc est un sculpteur français qui s'est installé au Danemark, né à Paris, aux Gobelins, probablement le 30 novembre 1688,, et mort à Copenhague le 8 mars 1771.

## Biographie
Louis-Auguste Le Clerc est le fils de Sébastien Leclerc, graveur, et de Charlotte Van den Kerchove, fille du maître teinturier de la manufacture des Gobelins Josse Van den Kerchove (ou Kerckhove).
Il étudie la sculpture à l'Académie royale de peinture et de sculpture sous la direction d'Antoine Coysevox. Il remporte en 1712 le second prix de sculpture sur le sujet de concours : Abigaïl apportant des vivres pour l'armée de David. Il a alors environ 23 ans. À la différence de son père et de son frère, il n'est pas été membre de l'Académie, puis on perd sa trace.
Par une lettre publiée par Mario Krohn, en 1735, on en apprend un peu sur la carrière de Louis-Auguste Le Clerc :
« La seconde incluse est pareillement recommandée aux soins de V. E., laquelle je vous prie Monsieur de)  faire remettre à M. Le Clerc, professeur de l'Académie royale de peinture à Paris, qui sçaura la faire rendre à son adresse. Il s'agit d'un frère à lui, habile sculpteur qui a été autrefois au service de la Cour d'Anspac, et dont le Roi coudroit se servir aux ouvrages de sculpture du nouveau château, l'ayant faire chercher partout inutilement, je crois que le dit sieur Le Clerc sçaura l'endroit où il s'arrête présentement et se chargera volontiers de cette commission, qui fera trouver un établissement à son frère ... ».
Cette lettre nous apprend que Louis-Auguste Le Clerc travaille pour le margrave Charles-Guillaume-Frédéric de Brandebourg-Ansbach, à Ansbach, en Bavière, en 1734-1735, et à Brühl, près de Cologne, pour le prince-évêque Clément-Auguste de Bavière, en tant qu'assistant de l'architecte de la cour bavaroise François de Cuvilliés l'Ancien.
En 1735, il est appelé par le roi de Danemark et de Norvège Christian VI pour la construction du château de Christiansborg. Il accepte cette proposition et s'est installé à Copenhague avec son épouse Caroline Wilhelmine Isabella dont le nom n'est pas connu (morte à Copenhague le 22 janvier 1741) où il est nommé sculpteur de la Cour le 23 décembre de la même année.
Avec les architectes Elias David Häusser et Nicolai Eigtved, il a été un des principaux intervenants sur le château de Christiansborg où il a réalisé les sculptures, en 1737. La plupart de ses œuvres sont détruites par l'incendie du château en 1794. La collection royale de Copenhague conserve quatre grands dessins en perspective à l'encre du château, deux datés de 1746 et les deux autres de 1747. Il s'y désigne premier sculpteur de Sa Majesté et dessinateur du cabinet.
En 1739, il réalise une sculpture pour une fontaine dans les jardins de Kongens Have du château de Rosenborg.
À la mort d'Hendrik Krock, en 1738, il assume avec le peintre d'histoire vénitien Hieronimo Miani la direction de la jeune Académie de peinture et de dessin. Louis-Auguste Le Clerc est nommé professeur de l'Académie dès 1738 et il réside gratuitement à Slotsholmen jusqu'en 1766. Il reste professeur de l'Académie jusqu'à sa mort.
Il est le seul directeur de l'Académie après le départ d'Hieronimo Miani, en 1745, jusqu'à ce que Nicolai Eigtved en prenne la direction. En 1746, Christian VI meurt, Frédéric V de Danemark lui succède. Si Christian VI favorisait Louis-Auguste Le Clerc, Frédéric V se tourne vers d'autres artistes. Il prend une résolution royale le 12 février 1748 réaffirmant son soutien à l'Académie. L'Académie est transformée en Académie royale des beaux-arts du Danemark en 1754 sous la direction de Nicolai Eigtved puis de Jacques Saly qui avait été appelé au Danemark en 1742 pour élever la statue équestre en bronze du roi Frédéric V. En 1756, il réalise les décorations pour le palais édifié pour Adam Gottlob Moltke à Amalienborg.
Après la mort de sa première femme, en 1741, il se remarie le 30 janvier 1742 avec Jacobine Louise Lefèvre (vers 1702 - inhumée le 12 mai 1757 à Copenhague). Un mois avant le décès de sa seconde épouse il se convertit au protestantisme réformé. Il meurt le 8 mars 1771 et est inhumé dans le cimetière de l'église réformée française de Copenhague.
Son portrait a été peint par Carl Gustaf Pilo.